# 小坂徳三郎
小坂 徳三郎（こさか とくさぶろう、1916年1月20日 - 1996年2月23日）は、日本の実業家・政治家。信越化学工業社長・会長、信濃毎日新聞社長、衆議院議員、運輸大臣（53代）などを歴任した。

## 来歴・人物
長野県長野市出身。1939年に東京帝国大学経済学部を卒業後、朝日新聞社に入社する。1939年、短期現役海軍主計科士官（3期）を志願。同年10月、海軍経理学校に入学し海軍主計中尉に任官。1940年3月に経理学校を卒業。東京監督官事務所に配属。以後、監査官、海軍省経理局第6課勤務、艦政本部経理部第2課勤務、艦政本部員を歴任し、1944年11月、海軍主計少佐に進み終戦を迎えた。10年間、経済畑で新聞記者として活動した後、戦後の1949年に信州に帰り、小坂財閥に復帰。
父の小坂順造が創設した信越化学工業に入社し、1949年同社代表取締役常務に就任。1951年から代表取締役副社長を務め、1956年に代表取締役社長に就任し、16年間務めた。この間、経済界・財界では若手経済人のホープとして評価され、経団連、経済同友会などの役職について財界活動も始める。また、欧米への経済使節団に参加した。1962年、後に日本国際交流センターを設立する山本正を国際関係担当秘書として迎えた。1965年に国際親善日本委員会が設立され、その会長に就任した。1967年には、国際親善日本委員会の事業として、日米の外交政策関係者による会議である第1回下田会議を開催した。
1969年12月の第32回衆議院議員総選挙に、旧東京3区から自民党公認で立候補し、財界の支援もあり初当選した。
いずれは総理総裁として桂冠すると自他共に任じており、当選後すぐに派閥横断の政策集団「新風政治研究会」を結成した。主なメンバーには野中英二、森美秀、有馬元治、西銘順治、中山利生、国場幸昌、中村弘海、綿貫民輔、稲村利幸などがいた。
1970年9月、ソビエト連邦政府からの招待を受けてモスクワを訪問。
1972年、信越化学工業社長を辞任。前年に死亡した叔父・小坂武雄の後を継ぎ、信濃毎日新聞の社長に就任した。
1973年11月、田中角栄首相は、小坂の経済通であることと明確な言動に目をかけ、第2次田中角栄第1次改造内閣で総理府総務長官として起用した。このため信濃毎日新聞社長を辞任。
小坂は内閣官房長官の二階堂進とともに田中内閣を支え、特に労働問題では、春闘などをめぐり労働界に持っていた人脈を生かして活躍した。
その後の小坂は、二階堂や宏池会の鈴木善幸らと勉強会として「二十一世紀クラブ」を作る。1978年、第1次大平内閣の経済企画庁長官に就任。竹下登への世代交代を望む派内の動きを牽制しようとする田中の後押しもあり、総理総裁候補として、大平、中曽根康弘とともに「大中小」、安倍晋太郎、竹下とともに「安竹小」と小坂の名も挙がるようになり、1980年12月18日、小坂一派はそろって田中派に入った。
1981年（昭和56年）、鈴木善幸内閣は諮問機関として第二次臨時行政調査会（第二次臨調、土光敏夫会長）を設け、国鉄改革など財政再建に向けた審議を行わせた。7月10日に出された｢行政改革に関する第1次答申｣では、政府の「増税なき財政再建」を志向し、国鉄への補助金も削減されるようになった。
このような時期である1981年11月に運輸大臣に就任するが、「国鉄の資産は時価で50兆円ある。昭和62年時点の債務は約37兆3000億円で評価の差額で累積債務は消していける。土地を全部売ればまだ残るから国鉄は破産していない」、「電電公社や専売公社が民営化したからといって同じように国鉄も分割民営化という論理には賛成しかねる」の論陣を張り、臨調が答申した国鉄改革案にブレーキをかけた。これは国鉄改革論者から「線路を引きはがして全部売るという鉄道をやめた時の論理であり、ストックとフローを完全に錯覚した見当違いの論理」と猛反発を受け、1982年（昭和57年）11月に発足した第1次中曽根内閣で長谷川峻が運輸大臣に就任して国鉄改革の審議が進み始めた経緯から、行政改革を掲げた首相の中曽根康弘や土光敏夫など臨調メンバーの忌避に触れ、政財界の支持を失う一因になった。

1984年に超党派で日米議員連盟を設立し、初代会長に就任する。
1987年7月、経世会が結成され、田中派が竹下派、二階堂グループ、中立系に3分裂した際は残留し、二階堂グループに所属した。
1990年の総選挙には出馬せず、政界を引退。1993年に信越化学工業会長として復帰する。しかし1995年の役員会で兄の小坂善太郎や役員から退陣要求を突き付けられて同社最高顧問に就き、第一線から退いた。
日本短波クラブ名誉会長を1978年から務めた。日本テニス協会会長を務めていた1992年6月、バブル崩壊のため、ジャパン・オープン・テニス選手権のスポンサーからサントリーが降りたとき、冠協賛金4億円を負担してもらえるよう、東京都知事鈴木俊一に話を持ち込み、朝日生命と東京都がダブルスポンサーとなった。自治体が賞金大会を協賛するのは異例のことであった。
1996年2月23日に80歳で没した。死後に信越化学から遺族に対して、信越化学からの多額の借入金の返済を要求された。

## 栄典
1988年、勲一等旭日大綬章受章。

## 家族関係
- 祖父は信濃毎日新聞創業者で衆議院議員を務めた小坂善之助[17][18]。
- 父は信濃毎日新聞社長→会長→社主、衆議院議員、貴族院議員、電源開発総裁の小坂順造[17][19]。
- 叔父は信濃毎日新聞社長、信越放送顧問、長野放送取締役の小坂武雄[17][20]。
- 兄は自由民主党の衆議院議員で外務大臣、労働大臣、経済企画庁長官を歴任した小坂善太郎[17][21]。
- 姉はのちに東京都知事を務めた美濃部亮吉の最初の妻・百合子（離婚）[22]。
- 妻は三井十一家の一つである本村町家2代目・三井弁蔵と、日本の女子ゴルフ草分けの三井栄子との長女、旦子[17][19]。
- 娘婿は蝶の研究で知られる五十嵐邁である。
- 甥は文部科学大臣を務めた小坂憲次[17][20]。
- 叔母・はるは第13代日本銀行総裁・深井英五に嫁いだ[17][22]。
- 小坂の従姉であり、深井英五の長女の結子は日本を代表する天文学者・萩原雄祐の妻である[17][23]。
- 日本テレビ放送網副社長で元社長の萩原敏雄は萩原雄祐・結子夫妻の三男で、小坂の従姉の息子[17][20]。
- 読売テレビ（ytv）アナウンサーの萩原章嘉と札幌テレビ放送（STV）アナウンサーの萩原隆雄は萩原雄祐・結子夫妻の孫なので、小坂にとって従姉の孫にあたる。

## エピソード
- 映画『トラ・トラ・トラ!』製作時に、黒澤明から山本五十六役での出演を懇願されるが断った[24]。